# St. Mathilde (Roßleben)

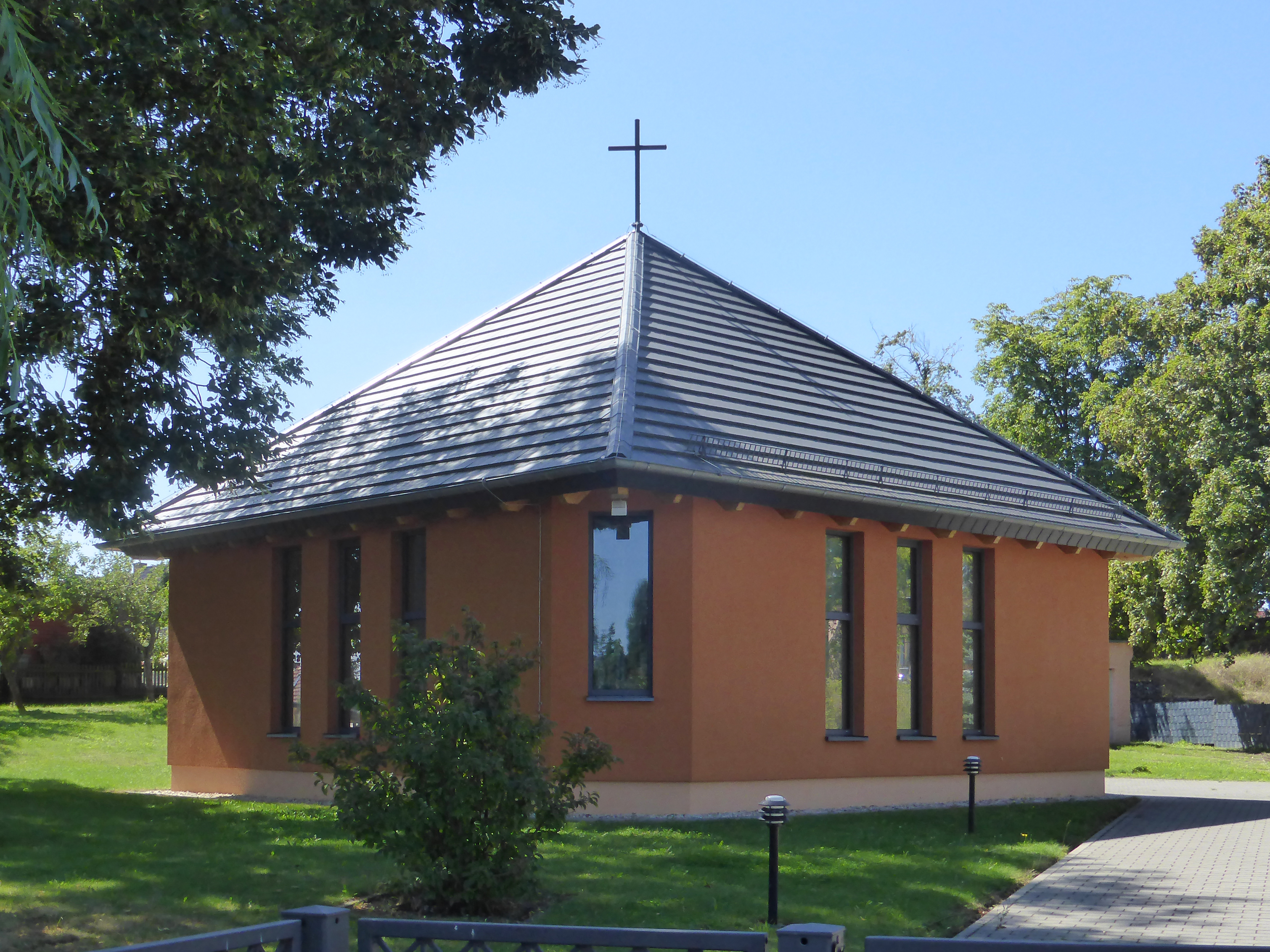
Römisch-katholische Kirche St. Mathilde in Roßleben

Die römisch-katholische Filialkirche St. Mathilde steht in Roßleben im thüringischen Kyffhäuserkreis. Sie ist Filialkirche der Pfarrei St. Franziskus Sömmerda im Dekanat Nordhausen des Bistums Erfurt. Sie trägt das Patrozinium der heiligen Mathilde.

## Geschichte
Im Zuge der Industrialisierung ließen sich in Roßleben wieder Katholiken nieder, sie gingen zunächst in die Kirche St. Bonifatius in Artern zum Gottesdienst. Von 1930 an fanden in Roßleben im Hotel Goldener Hirsch gelegentlich katholische Gottesdienste statt. 1941 wurden die Gottesdienste in die evangelische Kirche St. Andreas verlegt.
Durch die Flucht und Vertreibung Deutscher aus Mittel- und Osteuropa 1945–1950 vergrößerte sich die Zahl der Katholiken in Roßleben so stark, dass ab 1950 eine Seelsorgehelferin in Roßleben eingesetzt wurde. 1953 wurde Roßleben Sitz einer Kuratie, die zur Pfarrei Herz-Jesu in Sangerhausen gehörte. Kuratus Köllner, der erster Seelsorger der Gemeinde Roßleben, kaufte 1953 ein Grundstück an der Ziegelrodaer Straße, das später gegen das Grundstück Am Weinberg 1 getauscht wurde. Die Gottesdienste zelebrierte er sonntags weiterhin in der evangelischen Kirche St. Andreas und werktags in seiner Dachwohnung.
Auf dem Grundstück Am Weinberg 1 wurde 1957 ein Pfarrhaus mit einer Hauskapelle erbaut. 1962 wurde in Artern eine Pfarrei errichtet, der die Kuratie Roßleben angeschlossen wurde. Am 1. November 1962 wurde die Kuratie Roßleben zur Filialkirchengemeinde St. Mathilde erhoben.
In den 1960er Jahren begannen auch die Bemühungen zum Bau einer Kirche. Am 30. Juni 1972 erfolgte neben dem Pfarrhaus der erste Spatenstich zum Bau eines Gemeindezentrums, das unter anderem einen großen Mehrzweckraum und eine Werktagskapelle, in dem der Tabernakel stand, beinhaltet. Das Gebäude ist eine Typenkonstruktion des DDR-Holzbaues, die sonst für Kaufhallen eingesetzt wurde. 1974 wurden die Gebäudeteile vom VEB Fertighausbau Wittenberge angeliefert. Nach mehreren Verzögerungen konnte das Gemeindezentrum am Ostersonntag, dem 18. April 1976, eingeweiht werden.
Nach dem Ende der DDR wurden die kirchlichen Strukturen geändert: Am 8. Juli 1994 entstand aus dem Erzbischöflichen Kommissariat Magdeburg des Erzbistums Paderborn, zu dem Roßleben bis dahin gehörte, das Bistum Magdeburg. Roßleben kam jedoch aufgrund seiner Lage in Thüringen nicht zum Bistum Magdeburg, sondern zum gleichzeitig gegründeten Bistum Erfurt.
2011 wurde das Gemeindezentrum aus der DDR, das inzwischen nicht mehr den Anforderungen entsprach, durch einen Neubau auf dem gleichen Grundstück ersetzt, der Anfang Juni 2011 durch Bischof Joachim Wanke eingeweiht wurde. Das Vorgängergebäude kam in Privatbesitz und wurde zu einer Pension umgestaltet.
Im Zuge der Strukturreform des Bistums Erfurt wurde die Filialkirchengemeinde Roßleben am 1. Juli 2012 aufgelöst und der neuformierten Pfarrei St. Franziskus Sömmerda als Filialgemeinde angeschlossen.